# Conceição Evaristo
Maria da Conceição Evaristo de Brito (Belo Horizonte, 29 de novembro de 1946) é uma linguista e escritora brasileira. Agora aposentada, teve uma prolífica carreira como pesquisadora-docente universitária.
É uma das mais influentes literatas do movimento pós-modernista no Brasil, escrevendo nos gêneros da poesia, romance, conto e ensaio. Seus trabalhos focavam na literatura comparada.

## Biografia
Maria da Conceição Evaristo de Brito nasceu em 29 de novembro de 1946. Sua mãe, Joana Josefina Evaristo, a teve na Santa Casa de Misericórdia de Belo Horizonte. Segundo relato da própria Conceição, trata como pai a Aníbal Vitorino, que se tornou seu padrasto ainda na infância. De ascendência angolana, beninense, nigeriana, serra-leonina, ugandense, sul-africana, norte-africana e indígena, viveu seus primeiros anos na favela do Pendura Saia, uma comunidade extinta na década de 1970, localizada da zona sul de Belo Horizonte. Sua família era muito pobre e numerosa, tendo nove irmãos, sendo a segunda mais velha.

### Carreira acadêmica e profissional
Conceição foi criada na periferia, tendo sua mãe como principal incentivadora da leitura. Joana Josefina Evaristo Vitorino colecionava cadernos de seus próprios escritos. Mais tarde, Conceição saiu da favela para poder conciliar os estudos do curso normal enquanto trabalhava como empregada doméstica. Concluiu o curso normal em 1971, já aos 25 anos.
Mudou-se então para a cidade do Rio de Janeiro, em 1973, onde passou num concurso público para o magistério, permanecendo ligada aos quadros do município até o ano de 2006; neste ínterim, nas décadas de 1970 e 1980, também foi professora da rede municipal de Niterói.
Prestou vestibular em 1987 para o curso de letras na Universidade Federal do Rio de Janeiro (UFRJ), conseguindo bolsa de pesquisas durante o período. Formou-se no ano de 1990. No seio da universidade, ainda na década de 1980, entrou em contato com o grupo Quilombhoje, que a incentivou a iniciar sua escrita. Estreou na literatura em 1990 com obras publicadas na série Cadernos Negros, publicada pela organização.
Entre 1992 e 1996 cursou mestrado em letras-literatura brasileira pela Pontifícia Universidade Católica do Rio de Janeiro (PUC-Rio). Sua dissertação foi intitulada Literatura Negra: uma poética da nossa afro brasilidade e foi defendida em 1996.
A partir de 1999 licenciou-se da Prefeitura do Rio de Janeiro e passou a lecionar na Universidade Federal Fluminense (UFF), mantendo este vínculo até o ano de 2011.
Em 2008 ingressou no doutorado em letras-literatura comparada do Programa de Pós-Graduação em Estudos de Literatura (POSLIT) da UFF, concluindo os estudos em 2011.
Após seu doutoramento, deu cursos em diversas instituições, tais como o Middlebury College, a PUC-Rio, a Universidade do Estado da Bahia (UNEB), a Universidade Regional Integrada do Alto Uruguai e das Missões (URI) e a Universidade Federal de Minas Gerais (UFMG).

### Carreira como escritora
Suas obras, em especial o romance Ponciá Vicêncio, de 2003, abordam temas como a discriminação racial, de gênero e de classe. Seu primeiro romance, Ponciá Vicêncio foi foco de pesquisa acadêmica pela primeira vez, no Brasil, em 2007. A obra foi traduzida para o inglês e publicada nos Estados Unidos em 2007.
Em 2017, Conceição Evaristo foi tema da Ocupação do Itaú Cultural de São Paulo. Já em 2019, Conceição Evaristo foi a grande homenageada da Bienal do Livro de Contagem.
No dia 18 de junho de 2018, Conceição Evaristo oficializou sua candidatura à Academia Brasileira de Letras, entregando a carta de autoapresentação para concorrer à cadeira de número 7, originalmente ocupada por Castro Alves. Segundo o Portal da Literatura Afro-Brasileira, a autora escreveu na carta: “Assinalo o meu desejo e minha disposição de diálogo e espero por essa oportunidade”. A eleição ocorreu em 30 de agosto, Conceição recebeu um voto, acabou eleito o cineasta Cacá Diegues.
A escritora Conceição Evaristo foi laureada, em setembro de 2023, com o Troféu do Prêmio Juca Pato de Intelectual do Ano de 2023. A escritora ganhou o prêmio por conta de sua contribuição à literatura brasileira, bem como também em decorrência do lançamento de ‘Canção para Ninar Menino Grande’, obra literária lançada em 2022, na qual a autora aborda de forma habilidosa as contradições e intricadas nuances que envolvem a expressão da masculinidade por parte de homens negros, explorando também suas repercussões nas relações com mulheres negras.
Conceição foi condecorada com o título de doutora Honoris Causa pelo Instituto Federal do Sul de Minas Gerais (IFSULDEMINAS), Universidade Federal do Oeste da Bahia (UFOB) e pela Universidade Federal do Paraná (UFPR).
Em 15 de fevereiro de 2024 foi eleita para a cadeira de número 40 da Academia Mineira de Letras, sucedendo a escritora e professora Maria José de Queiroz, falecida em 15 de novembro de 2023.  A posse aconteceu no dia 08 de março de 2024. A cadeira de número 40 foi fundada por Pinto de Moura e tem como patrono o Visconde de Caeté.

## Obras

### Romance
- Ponciá Vicêncio (2003)
- Becos da Memória (2006)
- Canção para Ninar Menino Grande (2022)

### Poema
- Poemas da recordação e outros movimentos (2017)

### Contos
- Insubmissas lágrimas de mulheres (2011; 2ª edição pela Editora Malê, 2016 )
- Olhos d`água (Editora Pallas, 2014) .

- Histórias de leves enganos e parecenças (Editora Malê, 2016)

### Participações em antologias
- Cadernos Negros (Quilombhoje, 1990)
- Contos Afros (Quilombhoje)
- Contos do mar sem fim (Editora Pallas)
- Questão de Pele (Língua Geral)
- Schwarze prosa (Alemanha, 1993)
- Moving beyond boundaries: international dimension of black women’s writing (1995)
- Women righting – Afro-brazilian Women’s Short Fiction (Inglaterra, 2005)
- Finally Us: contemporary black brazilian women writers (1995)
- Callaloo, vols. 18 e 30 (1995, 2008)
- Fourteen female voices from Brazil (EUA, 2002), Estados Unidos
- Chimurenga People (África do Sul, 2007)
- Brasil-África
- Je suis Rio, éditions Anacaona, juin 2016.

### Obras publicadas no exterior
- Ponciá Vicencio. Trad. Paloma Martinez-Cruz, Austin: Host Publications, 2007. ISBN 0-978-0-924047-34-3
- L'histoire de Poncia, traduzido por Paula Anacaona, collection Terra, éditions Anacaona. 2015. ISBN 978-2-918799-75-7
- Banzo, mémoires de la favela, traduzido por Paula Anacaona, collection Terra, éditions Anacaona. 2016. ISBN 978-2-918799-80-1